# Тепе-Ягія
Тепе Ягія (анг. Tepe Yahya) — сучасна назва давнього міста на південному сході Ірану. Розкопки проводилися в основному з 1967 по 1975 р. Американською школою доісторичних досліджень (American School of Prehistoric Research).

## Загальний опис
Селище датується від 5-го до кінця 2-го тисячоліття до нашої ери. Інший період поселення починаючи з 1000 р. до н. е. до 400 р. н. е.
У Тепе Ягія з 3-го знаходився кар'єр для видобутку хлориту. Згідно з останніми розкопками і знахідками дещо північніше розташовані пам'ятки Джірофт і Шахр-е Суфре, які належать до одної з культур епохи бронзи, що були поширені на території між долиною Інду і Шумером. Тут було розкопано велику кількість хлоритового посуду, знахідки якого виявляються на просторі між Тигром ті Індом. Це було ланка яка поєднувала відомі центри культури високого рівня, які існували у 3-му тис до н. е.
Хлоритовий посуд експортувався в майже усі сусідні країни і на узбережжі Середземного моря він користувався великою популярністю. На посудинах вирізблялися фігури міфічних істот, скорпіонів, химерних птахо-людей. Окремі знахідки, вироблені Туркменістані, Індії, Бахрейні, свідчать про далекосяжні торговельні відносини. Експерти на основі нових розкопок припускають існування тут незалежної цивілізації, яка, імовірно, була переделамською, бо тут були знайдені також глиняні таблички з протоеламським письмом. Також експерти припускають, що цінні товари, такі як лазурит, бронза, ювелірні вироби з золота вироблялися тут і продавалися до Шумеру, бо там покладів подібної сировини не було.

## Хлоритовий посуд

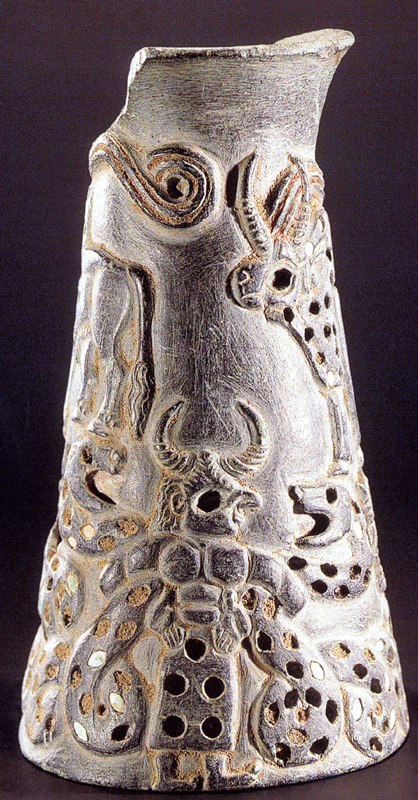
Кухоль з фігурою рогатої людини з району Джірофт
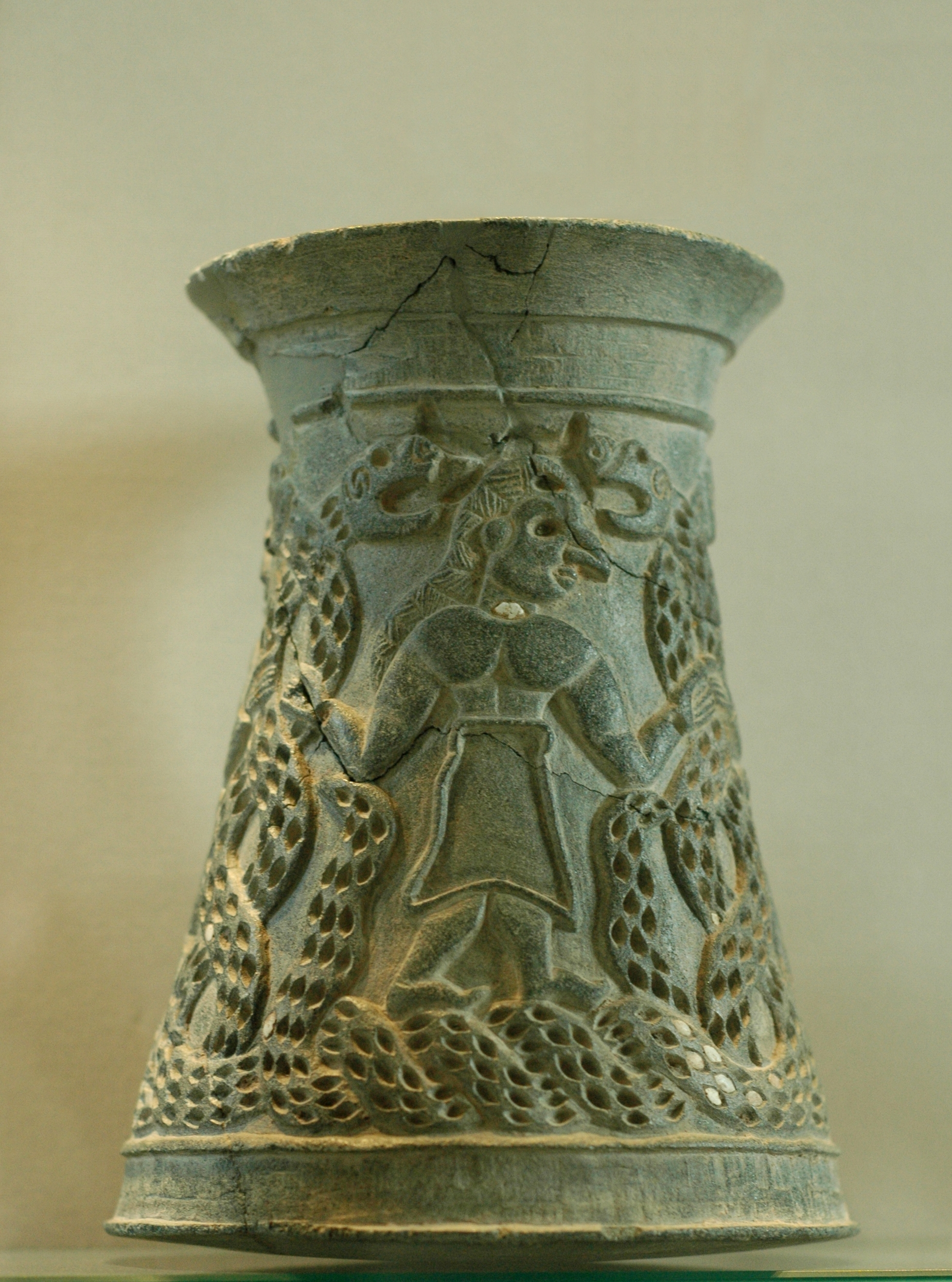
Ваза из Тепе Гійан. В Луврі з 2003.